# Gendarmerie syrienne
La gendarmerie syrienne est une force de police de la République arabe syrienne. Créée en 1920 à partir de la gendarmerie ottomane, elle est réorganisée par la France pendant la période du mandat français en Syrie. En mai-juin 1945, les gendarmes syriens s'engagent dans l'insurrection antifrançaise qui aboutit à l'indépendance totale de la Syrie. Depuis, elle est chargée du contrôle des zones rurales.

## Historique

### Période du mandat français

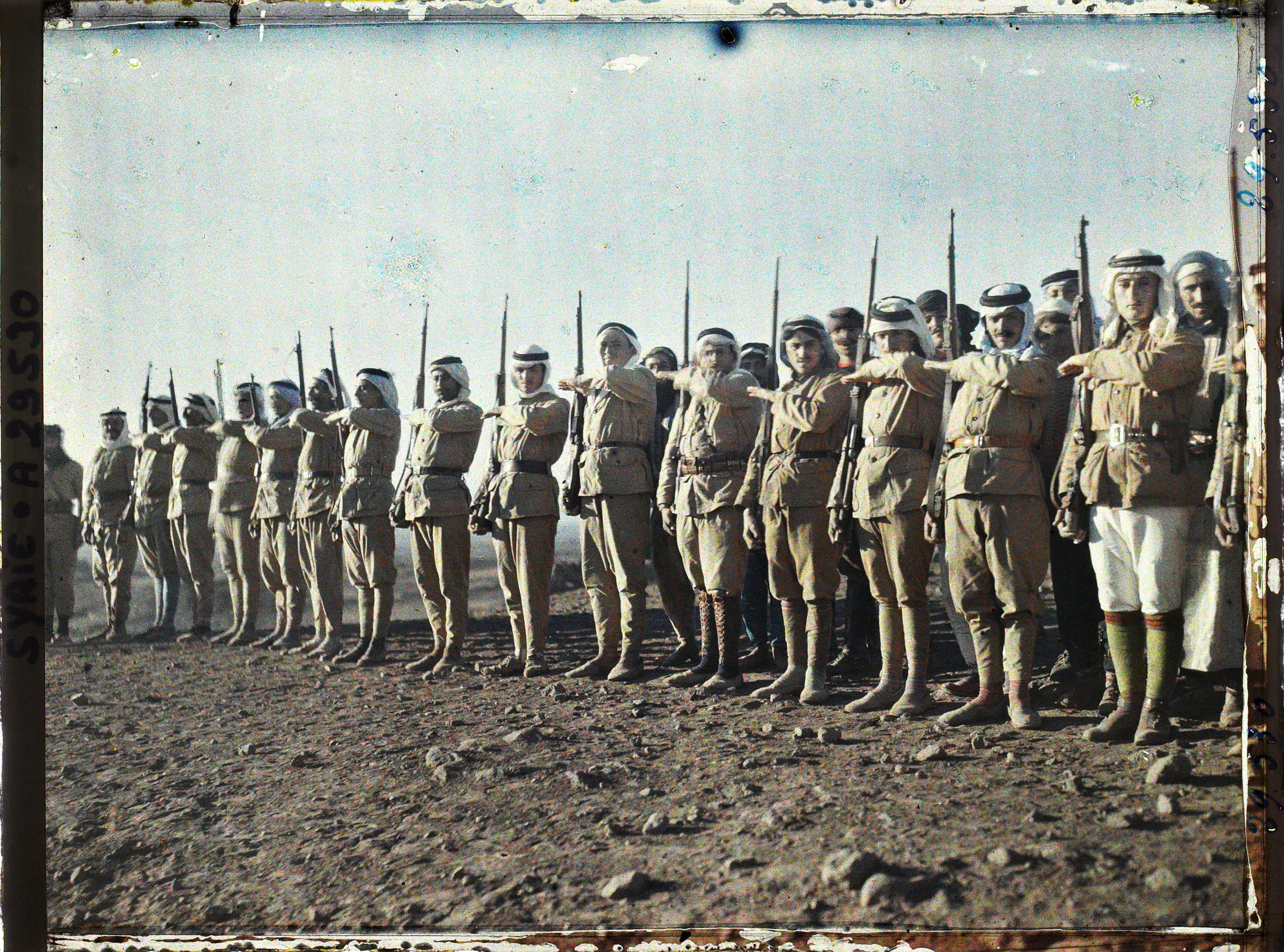
Gendarmes druzes à Soueïda en 1921.

La gendarmerie syrienne est issue de la réorganisation de la gendarmerie ottomane. Le royaume arabe de Syrie de Fayçal Ier dispose d'une petite gendarmerie.
À partir de milices organisées par les troupes du Levant, la gendarmerie est réorganisée au début du mandat français. Elle est payée par les budgets des États locaux (État d'Alep, État de Damas et territoire des Alaouites).
Devant l'inefficacité militaire de la gendarmerie face aux incursions d'origine turque et aux agitations locales, la France décide dans l’État d'Alep la création d'une gendarmerie mobile, d'abord constituée de cavaliers tcherkesses regroupés par Osman Bey et Philibert Collet dans le « 1er escadron de gendarmerie mobile ». La gendarmerie mobile, qui grève le budget de la gendarmerie de l’État d'Alep, devient indépendante après 1924 et prend le nom de troupes supplétives (fusionnées en 1930 dans les troupes spéciales).
Pendant la Grande révolte syrienne de 1925, des gendarmes rejoignent les insurgés. Le reste de la gendarmerie est marginalisé et peu engagé dans les combats.

### Indépendance de la Syrie
De juin 1944 à mai 1945, la gendarmerie syrienne, passée sous le contrôle exclusif de la République syrienne, est renforcée et reçoit notamment des armes britanniques (2 000 fusils, 200 revolvers, 50 motos, 14 camions et 2 ambulances). Ses effectifs passent de 5 000 à 7 000 gendarmes.
Fin mai 1945, lorsque des émeutes commencent en Syrie pour demander le départ des Français, les gendarmes sont loyaux envers le gouvernement du Bloc national élu en 1943. En particulier, ce sont eux qui défendent le Parlement de Damas face à l'assaut de l'armée du Levant et des troupes spéciales pro-françaises. La gendarmerie syrienne est renforcée par des volontaires, ainsi que des déserteurs des troupes spéciales.
Le 4 juin, les Britanniques livrent de nouveaux équipements à la gendarmerie : 25 automitrailleuses, 90 fusils-mitrailleurs, 45 pistolets-mitrailleurs et des munitions. La gendarmerie, réorganisée par les Britanniques, assure le maintien de l'ordre tandis que les forces françaises quittent le pays. Fin juillet 1945, l'effectif de la gendarmerie est estimé à 12 500 à 14 500 hommes.

### Depuis l'indépendance
Subordonnée en 1947 au ministère de l'Intérieur (en), la gendarmerie, par son rôle clé de lien des populations rurales à l’État, devient un enjeu politique dans la lutte d'influence entre députés et militaires. Le 25 juin 1949, après le coup d'état du colonel Housni al-Zaïm, la gendarmerie est rattachée à l'Armée syrienne. Elle repasse au ministère de l'intérieur du 5 septembre 1954 au 1er février 1958.

### Aujourd'hui
Aujourd'hui, au sein du ministère de l'Intérieur, la gendarmerie est la force chargée du contrôle dans les zones rurales.